# Ma Huateng
Ma Huateng (马化腾S, Mǎ HuàténgP; Guangdong, 29 ottobre 1971) è un imprenditore cinese, miliardario e fondatore, presidente e amministratore delegato di  Tencent, una delle società di maggior valore in Asia, una delle più grandi società di tecnologia e Internet e uno dei più grandi conglomerati di investimento, gioco e intrattenimento al mondo. L'azienda sviluppa il più grande servizio di messaggistica istantanea mobile della Cina, WeChat, e le sue filiali forniscono media, intrattenimento, sistemi di pagamento, smartphone, servizi relativi a Internet, servizi a valore aggiunto e servizi pubblicitari online, in Cina e in tutto il mondo.
Dopo aver studiato presso l'Università di Shenzhen, nel 2007 venne definito dal Times come uno degli uomini più influenti al mondo. Nel 2022, secondo Forbes, è uno degli uomini più ricchi al mondo con un patrimonio di 32,5 miliardi di dollari.

## Biografia
Ma è nato a Chaoyang, Shantou, Guangdong. Quando suo padre, Ma Chenshu (马陈术), ottenne un lavoro come direttore di porto a Shenzhen, il giovane Ma lo accompagnò. Si è iscritto all'Università di Shenzhen nel 1989 e si è laureato nel 1993 in informatica.

## Carriera nella Tencent
Soprannominato "Pony Ma", ha cofondato la Tencent nel 1998. Il primo prodotto della compagnia, è un programma di instant messaging chiamato "QQ", popolarissimo in Cina, al 2013 il maggior software del genere, soprannominato "l' AOL della Cina".  Nel 2013 ricopre sia la posizione di presidente che di direttore generale della Tencent Holdings, una delle tre maggiori compagnie online della Cina, assieme alla Alibaba Group e Baidu. Verso la fine di settembre del 2012, la QQ ha raggiunto un totale di 784 milioni di utenti attivi, con un incremento del 10% rispetto all'anno precedente. Il nuovo prodotto della Tencent uscito nel 2011, la WeChat, ha superato i 200 milioni di utenti attivi già verso la fine del 2012. Altri servizi includono portali web, e-commerce e giochi online. La creazione di giochi online quali La Leggenda di Yulong, e La Leggenda di Xuanyuan ha consentito entrate per la compagnia per 5.1 miliardi di dollari, con un profitto netto di 1.5 miliardi di dollari.

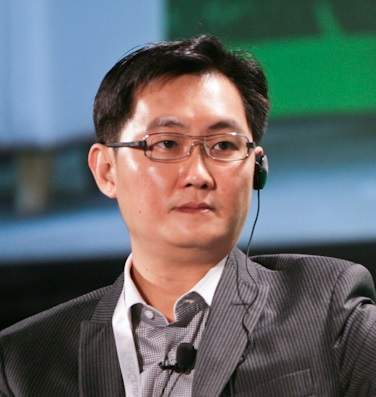
Pony Ma nel 2011

## Vita privata
Ma usa il soprannome Pony, derivato dalla traduzione inglese del suo cognome Ma (马), che significa "cavallo". Ma Huateng appare raramente nei media ed è noto per il suo stile di vita riservato.
La ricchezza di Ma Huateng proviene dalla partecipazione del 9,7% in Tencent Holdings. Secondo quanto riferito, possiede proprietà a Hong Kong e opere d'arte per un valore di 150 milioni di dollari.
Ma è sposato con Wang Danting.